# Родољуб Драшковић
Родољуб Драшковић (Сливља, Гацко, 1949) српски је предузетник и задужбинар.

## Биографија
Завршио је Економски и Пољопривредни факултет у Београду.
Власник је предузећа Swisslion Takovo и већински власник СЛ Индустрија алата Требиње.
Предсједник је Херцеговачког народног покрета.
Драшковић је оснивач и инвеститор нове зграде гимназије у Требињу која ће бити његова задужбина.
Савез општина и градова Херцеговине додијелио му је титулу кнеза Херцеговине.

## Приватни живот
Ожењен је и има троје дјеце.
Брат му је српски политичар Вук Драшковић.